# علي بدرخان
علي بدرخان (25 أبريل 1946 -)، مخرج مصري. مولود في القاهرة وهو ابن المخرج أحمد بدرخان وزوج سابق للفنانة سعاد حسني.

## نشأته وعائلته
«علي بدر خان» هو ابن المخرج أحمد علي بدر خان. وكان جده خورشيد طاهر باشا أحد القيادات العسكرية الأرناؤوطية الألبانية للجيش العثماني في مصر، وذلك إبّان حكم أبيه طاهر باشا الذي تولّي حكم مصر، واليًا عليها في بداية القرن التاسع عشر.وهو من عائلة  بدرخان بك الكردية آخر أمير لإمارة بوتان. و«علي» هو ابن أحمد بدرخان من زوجته سلوى علام، وهي آخر زوجاته التي تزوجها عام 1944 التي أنجبت له، إضافة إلى علي، بنتا سماها رقية.

## زواجه من سعاد حسني
تعرف علي بدر خان على سعاد حسني أثناء تصوير فيلم ناديه من إخراج والده المخرج أحمد بدرخان حيث كان يعمل مساعد مخرج لوالده وتزوجها بعد تصوير الفيلم واستمر هذا الزواج لمده 11 عاما واخرج في هذه الفترة عده أفلام من بطوله زوجته وكانت من اعظم أفلام السينما المصرية مثل فيلم الكرنك وشفيقة ومتولي وفيلم الحب الذي كان بالإضافة إلى فيلم الراعي والنساء، وهو آخر أفلامها وتم تصويره بعد عدة سنوات من طلاقهما.

## الأعمال

### تأليف
- الراعي والنساء (1992) - سيناريو وحوار

## إخراج
- فستان فرح (فيلم قصير) 2021 إشراف على الإخراج
- الرغبة (2002) - إخراج
- نزوة (1996) - إخراج
- الرجل الثالث (1995) - إخراج
- الراعي والنساء (1991) - إخراج
- الجوع (1986) - إخراج
- أهل القمة (1981) - إخراج
- شفيقة ومتولي (1978) - إخراج
- شيلني وأشيلك (1977) - إخراج
- الكرنك (1975) - إخراج
- العصفور (1974) - مساعد مخرج
- نادية (1969) - مساعد مخرج
- أرض النفاق (1968) - مساعد مخرج
- النصف الآخر (1967) - مساعد مخرج
- الحب الذي كان - إخراج

## الإنتاج
- اللعنة - مدير إنتاج

## الجوائز
- جائزة السينما ضمن جوائز معرض القاهرة الدولي للكتاب لعام 2021

## وصلات خارجية
- علي بدرخان على موقع IMDb (الإنجليزية)
- علي بدرخان على موقع الدهليز
- علي بدرخان على موقع قاعدة بيانات الأفلام العربية
- علي بدرخان على موقع قاعدة بيانات الفيلم (الإنجليزية)